# مالكوم كير
مالكوم كير (28 أغسطس 1877 - ) (بالإنجليزية: Malcolm Kerr)‏ هو لاعب كريكت جامايكي.